# Persone di nome Oskar
| Questa pagina contiene informazioni ricavate automaticamente dalle voci biografiche con l'ausilio del template Bio e di un bot. L'aggiornamento è periodico e automatico e ricostruisce completamente la pagina. Se manca una persona in questa lista, sei pregato di non aggiungerla, ma accertati piuttosto che la sua voce biografica contenga il template Bio e che i dati anagrafici siano correttamente compilati. Se il template Bio manca, inseriscilo tu stesso o, in alternativa, metti l'avviso {{tmp\|Bio}} che ne segnala la mancanza. Se i dati riportati sono sbagliati, correggi direttamente la voce biografica; le modifiche saranno visibili in questa lista entro pochi giorni. Per chiarimenti vedi il progetto antroponimi. La lista contiene solo le 107 persone che sono citate nell'enciclopedia e per le quali è stato implementato correttamente il template Bio. Pagina aggiornata al 16 ott 2024. |

Questa è una lista di persone presenti nell'enciclopedia che hanno il prenome Oskar, suddivise per attività principale.

## Ammiragli(2)
- Oskar Enkvist, ammiraglio russo (n. 1849 - Kronštadt, † 1912)
- Oskar Kummetz, ammiraglio tedesco (Illowo, n. 1891 - Neustadt an der Weinstraße, † 1980)

## Animatori(1)
- Oskar Fischinger, animatore e pittore tedesco (Gelnhausen, n. 1900 - Los Angeles, † 1967)

## Architetti(3)
- Oskar Kaufmann, architetto ungherese (Arad, n. 1873 - Budapest, † 1956)
- Oskar Stonorov, architetto, scultore e storico dell'architettura tedesco (Francoforte sul Meno, n. 1905 - Pellston, † 1970)
- Oskar Strnad, architetto, scenografo e scultore austriaco (Vienna, n. 1879 - Bad Aussee, † 1935)

## Arcivescovi cattolici(1)
- Oskar Saier, arcivescovo cattolico tedesco (Buchenbach, n. 1932 - Friburgo in Brisgovia, † 2008)

## Attori(3)
- Oskar Homolka, attore austriaco (Vienna, n. 1898 - Royal Tunbridge Wells, † 1978)
- Oskar Sima, attore austriaco (Hohenau an der March, n. 1896 - Langenzersdorf, † 1969)
- Oskar Werner, attore austriaco (Vienna, n. 1922 - Marburgo, † 1984)

## Aviatori(1)
- Oskar Bider, aviatore svizzero (Langenbruck, n. 1891 - Dübendorf, † 1919)

## Biologi(1)
- Oskar Heinroth, biologo tedesco (Mainz-Kastel, n. 1871 - Berlino, † 1945)

## Botanici(1)
- Oskar Eberhard Ulbrich, botanico tedesco (Berlino, n. 1879 - † 1952)

## Calciatori(13)
- Oskar Bauer, ex calciatore tedesco (Sandhofen, n. 1956)
- Oskar Bengtsson, calciatore svedese (Göteborg, n. 1885 - Göteborg, † 1972)
- Oskar Buur, calciatore danese (Skanderborg, n. 1998)
- Oskar Kohlhauser, calciatore austriaco (n. 1934 - † 2019)
- Oskar Merkt, calciatore svizzero (Basilea, n. 1894 - Berna, † 1982)
- Oscar Rauch, calciatore svizzero (n. 1907 - Winterthur, † 1990)
- Oskar Ritter, calciatore tedesco (Amburgo, n. 1901 - † 1985)
- Oskar Rohr, calciatore e antifascista tedesco (Mannheim, n. 1912 - † 1988)
- Oskar Snorre, calciatore danese (Copenaghen, n. 1999)
- Oskar Sverrisson, calciatore svedese (Hörby, n. 1992)
- Oskar Zawada, calciatore polacco (Olsztyn, n. 1996)
- Oskar van Hattum, calciatore neozelandese (Auckland, n. 2002)
- Oskar Üpraus, calciatore estone (Keila, n. 1898 - Tallinn, † 1968)

## Cardiologi(1)
- Oskar Langendorff, cardiologo e fisiologo tedesco (Breslavia, n. 1853 - Rostock, † 1908)

## Cestisti(2)
- Oskar Erikson, cestista, pallavolista e discobolo estone (Tartu, n. 1910 - Tallinn, † 1993)
- Oskar Roth, cestista, pallamanista e allenatore di pallamano tedesco (Heidelberg, n. 1933 - † 2019)

## Ciclisti su strada(3)
- Oskar Nisu, ciclista su strada estone (Randvere, n. 1994)
- Oskar Thierbach, ciclista su strada e pistard tedesco (Dresda, n. 1909 - Lipsia, † 1991)
- Oskar Tietz, ciclista su strada e pistard tedesco (Berlino, n. 1895 - Berlino, † 1975)

## Compositori(1)
- Oskar Danon, compositore e direttore d'orchestra bosniaco (Sarajevo, n. 1913 - Belgrado, † 2009)

## Dermatologi(2)
- Oskar Naegeli, dermatologo e scacchista svizzero (Ermatingen, n. 1885 - Friburgo, † 1959)
- Oskar Simon, dermatologo tedesco (Berlino, n. 1845 - Breslavia, † 1882)

## Direttori d'orchestra(1)
- Oskar Fried, direttore d'orchestra e compositore tedesco (Berlino, n. 1871 - Mosca, † 1941)

## Drammaturghi(1)
- Oskar Eberle, drammaturgo, regista e storico svizzero (Zurigo, n. 1902 - Altdorf, † 1956)

## Economisti(2)
- Oskar Lange, economista e ambasciatore polacco (Tomaszów Mazowiecki, n. 1904 - Londra, † 1965)
- Oskar Morgenstern, economista austriaco (Görlitz, n. 1902 - Princeton, † 1977)

## Entomologi(1)
- Oskar Theodor, entomologo e zoologo israeliano (Königsberg, n. 1898 - † 1987)

## Filosofi(1)
- Oskar Becker, filosofo tedesco (Lipsia, n. 1889 - Bonn, † 1964)

## Fisici(2)
- Oskar Klein, fisico svedese (Danderyd, n. 1894 - Stoccolma, † 1977)
- Oskar Emil Meyer, fisico tedesco (Varel, n. 1834 - Breslavia, † 1909)

## Fondisti(1)
- Oskar Svensson, fondista svedese (Falun, n. 1995)

## Generali(5)
- Oskar von Hutier, generale tedesco (Erfurt, n. 1857 - Berlino, † 1934)
- Oskar von Meerscheidt-Hüllessem, generale prussiano (Berlino, n. 1825 - Berlino, † 1895)
- Oskar Munzel, generale tedesco (Grimmen, n. 1899 - Bad Godesberg, † 1992)
- Oskar von Niedermayer, generale, docente e agente segreto tedesco (Ratisbona, n. 1885 - Vladimir, † 1948)
- Oskar Potiorek, generale austro-ungarico (Bad Bleiberg, n. 1853 - Klagenfurt, † 1933)

## Geologi(1)
- Oskar Lenz, geologo, mineralogista e esploratore tedesco (Lipsia, n. 1848 - Sooß, † 1925)

## Ginnasti(3)
- Oskar Bye, ginnasta norvegese (Oslo, n. 1870 - Oslo, † 1939)
- Oskar Näumann, ginnasta tedesco (Berlino, n. 1876 - Berlino, † 1937)
- Edward Wennerholm, ginnasta svedese (Stoccolma, n. 1890 - Stoccolma, † 1943)

## Giocatori di calcio a 5(2)
- Oskar Andreassen, giocatore di calcio a 5 e calciatore norvegese (n. 1999)
- Oskar Stølan, giocatore di calcio a 5 e calciatore norvegese (n. 1999)

## Giocatori di curling(1)
- Oskar Eriksson, giocatore di curling svedese (Karlstad, n. 1991)

## Giuristi(1)
- Oskar von Bülow, giurista tedesco (Breslavia, n. 1837 - Heidelberg, † 1907)

## Hockeisti su ghiaccio(1)
- Oskar Degilia, hockeista su ghiaccio italiano (Brunico, n. 1980 - † 2002)

## Hockeisti su prato(1)
- Oskar Deecke, hockeista su prato tedesco (Amburgo, n. 1986)

## Imprenditori(2)
- Oskar Schindler, imprenditore tedesco (Zwittau, n. 1908 - Hildesheim, † 1974)
- Oskar Troplowitz, imprenditore e farmacologo tedesco (Gliwice, n. 1863 - Amburgo, † 1918)

## Ingegneri(3)
- Oskar Barnack, ingegnere tedesco (Lynow, n. 1879 - Bad Nauheim, † 1936)
- Oskar Scheibel, ingegnere austriaco (n. 1881 - † 1953)
- Oskar von Miller, ingegnere tedesco (Monaco di Baviera, n. 1855 - Monaco di Baviera, † 1934)

## Inventori(1)
- Oskar Heil, inventore tedesco (Langwieden, n. 1908 - San Mateo, † 1994)

## Lottatori(1)
- Oskar Marvik, lottatore norvegese (n. 1995)

## Maratoneti(1)
- Albin Stenroos, maratoneta e mezzofondista finlandese (Vehmaa, n. 1889 - Helsinki, † 1971)

## Martellisti(1)
- Fred Warngård, martellista svedese (Västra Ingelstad, n. 1907 - Malmö, † 1950)

## Matematici(1)
- Oskar Perron, matematico tedesco (Frankenthal, n. 1880 - Monaco di Baviera, † 1975)

## Medici(2)
- Oskar Minkowski, medico lituano (Aleksotas, n. 1858 - Libero Stato di Meclemburgo-Strelitz, † 1931)
- Jürgen Wittenstein, medico tedesco (Tubinga, n. 1919 - Stati Uniti d'America, † 2015)

## Militari(2)
- Oskar Dirlewanger, militare tedesco (Würzburg, n. 1895 - Altshausen, † 1945)
- Oskar Gröning, militare tedesco (Nienburg/Weser, n. 1921 - † 2018)

## Musicologi(1)
- Oskar Fleischer, musicologo tedesco (Zörbig, n. 1856 - Berlino, † 1933)

## Neurologi(1)
- Oskar Vogt, neurologo tedesco (Husum, n. 1870 - Friburgo in Brisgovia, † 1959)

## Pallanuotisti(1)
- Hilmar Wictorin, pallanuotista svedese (Stoccolma, n. 1894 - Stoccolma, † 1964)

## Pastori protestanti(1)
- Oskar Pfister, pastore protestante e psicoanalista svizzero (Wiedikon, n. 1873 - Zurigo, † 1956)

## Pattinatori artistici su ghiaccio(1)
- Oskar Uhlig, pattinatore artistico su ghiaccio tedesco

## Pattinatori di velocità su ghiaccio(1)
- Oskar Olsen, pattinatore di velocità su ghiaccio norvegese (n. 1897 - † 1956)

## Pionieri dell'aviazione(1)
- Oskar Ursinus, pioniere dell'aviazione e progettista tedesco (Weißenfels, n. 1877 - Francoforte sul Meno, † 1952)

## Pittori(4)
- Oskar Kokoschka, pittore e drammaturgo austriaco (Pöchlarn, n. 1886 - Montreux, † 1980)
- Oskar Moll, pittore tedesco (Brzeg, n. 1875 - Berlino, † 1947)
- Oskar Schlemmer, pittore e scultore tedesco (Stoccarda, n. 1888 - Baden-Baden, † 1943)
- Oskar Zwintscher, pittore e illustratore tedesco (Lipsia, n. 1870 - Dresda, † 1916)

## Poeti(1)
- Oskar Loerke, poeta e scrittore tedesco (Jungen, n. 1884 - Berlino, † 1941)

## Politici(4)
- Oskar Fischer, politico tedesco-orientale (Aš, n. 1923 - Berlino, † 2020)
- Oskar Hergt, politico e avvocato tedesco (Naumburg, n. 1869 - Gottinga, † 1967)
- Oskar Lafontaine, politico tedesco (Saarlouis, n. 1943)
- Oskar Peterlini, politico italiano (Bolzano, n. 1950)

## Psichiatri(1)
- Oskar Kohnstamm, psichiatra e neurologo tedesco (Pfungstadt, n. 1871 - Francoforte sul Meno, † 1917)

## Registi(3)
- O.A.C. Lund, regista, sceneggiatore e attore svedese (Kolbäck, n. 1885 - Stoccolma, † 1963)
- Oskar Messter, regista e inventore tedesco (Berlino, n. 1866 - Tegernsee, † 1943)
- Oskar Roehler, regista, sceneggiatore e giornalista tedesco (Starnberg, n. 1959)

## Scacchisti(1)
- Oskar Cordel, scacchista tedesco (Aschersleben, n. 1843 - Nikolassee, † 1913)

## Scrittori(5)
- Abd-ru-shin, scrittore tedesco (Bischofswerda, n. 1875 - Kipsdorf, † 1941)
- Oskar Davičo, scrittore jugoslavo (Šabac, n. 1909 - Belgrado, † 1989)
- Oskar Maria Graf, scrittore tedesco (Berg, n. 1894 - New York, † 1967)
- Oskar Jerschke, scrittore tedesco (Lähn, n. 1861 - Bolzano, † 1928)
- Oskar Luts, scrittore estone (Järvepera, n. 1887 - Tartu, † 1953)

## Snowboarder(1)
- Oskar Kwiatkowski, snowboarder polacco (Zakopane, n. 1999)

## Speedcuber(1)
- Oskar Åsbrink, speedcuber svedese (n. 1996)

## Statistici(1)
- Oskar Anderson, statistico tedesco (Minsk, n. 1887 - Monaco di Baviera, † 1960)

## Storici(2)
- Oskar Alin, storico svedese (Falun, n. 1846 - Stoccolma, † 1900)
- Oskar Jäger, storico tedesco (Stoccarda, n. 1830 - Bonn, † 1910)

## Vescovi cattolici(1)
- Oskar Formánek, vescovo cattolico slovacco (Lysá pod Makytou, n. 1915 - Prešov, † 1991)

## Violisti(1)
- Oskar Nedbal, violista, compositore e direttore d'orchestra ceco (Tabor, n. 1874 - Zagabria, † 1930)

## Zoologi(1)
- Oskar Böttger, zoologo tedesco (Francoforte, n. 1844 - Francoforte, † 1910)